# Jesse Dangerously
Jesse Dangerously, pseudonimo di Jesse Alexander McDonald (19 ottobre 1979), è un rapper canadese di alternative hip hop proveniente da Halifax in Nuova Scozia.
Si tratta di un attivo esponente della Canadian East Coast attraverso le pubblicazioni dei suoi album solisti ma anche grazie alle molte collaborazioni, partecipazioni radiofoniche, interventi settimanali sulla carta stampata e produzioni musicali per altri rapper.

## Career
Dangerously, che ha dichiarato il proprio amore per l'hip hop del periodo tra il 1988 ed il 1994, ha avuto come artisti influenti alla carriera dei mostri sacri come  Public Enemy, Das EFX, il primo LL Cool J e Fresh Prince, tra gli altri. Diversi critici ed amanti di questo genere, lo definiscono esponente del nerdcore hip hop.
L'avvio definitivo della sua carriera è avvenuto alla fine degli anni 1990 con l'album  Break, Dangerously ha poi pubblicato successivamente tre dischi, tra cui il più recente Inter Alia (2005) ha consentito al rapper canadese il premio come Urban/Hip Hop Artist of the Year 2005 per l'associazione degli industriali musicali nella Nova Scotia. Ha poi ottenuto la nomina come Best Local MC (davanti a Buck 65 e Classified) per il settimanale The Coast nei suoi sondaggi come migliori musicisti del 2006, e di nuovo nel 2007.
Quando non è impegnato musicalmente, Dangerously partecipa a The Pavement, uno show settimanale sull'hip hop su CKDU 88.1 FM, oltre a scrivere per le colonne del Daily News di Halifax .

## Discografia

### Solo
- 1996: Break
- 2002: Eastern Canadian World Tour 2002
- 2004: How to Express Your Dissenting Political Viewpoint Through Origami
- 2005: Inter Alia
- 2007: Verba Volant

### Collaborazioni
- 1998: The Sentinels - The Lying City, EP
- 2004: Imaginary Friends  - The ImF Ride b/w Even Exist, 7"